# Daule (canton)
Daule est un canton d'Équateur situé dans la province de Guayas.